# Personal Computer Games
Personal Computer Games était un magazine vidéoludique britannique multi-format, publié à partir de l'été 1983 jusqu'à février 1985. Il est célèbre pour avoir lancé la carrière de plusieurs journalistes de jeux notables des années 1980, notamment Bob Wade, Peter Connor et Chris Anderson. Anderson lancera plus tard Amstrad Action, et Future Publishing, avec Wade et Connor. D'autres membres du personnel comprenaient le rédacteur en chef Steve Cooke et Samantha Nemens. Le magazine faisait partie de VNU et avait son siège à Londres. Il a été publié pour la première fois trimestriellement, puis deux fois par mois, puis mensuellement. Le magazine couvrait principalement l'univers du Spectrum, Commodore 64 et du BBC Micro, mais aussi des Atari 8-bit, Electron, Commodore VIC-20 et Amstrad CPC. Après Personal Computer Games, Chris Anderson et Bob Wade ont lancé le magazine Commodore 64 Zzap!64,,,.